# Lijst van gemeentelijke monumenten in Zwijndrecht
De gemeente Zwijndrecht heeft 13 gemeentelijke monumenten. Hieronder een overzicht. 

## Heerjansdam
De plaats Heerjansdam kent 13 gemeentelijke monumenten:
| Object | Bouwjaar | Architect                 | Locatie           | Coördinaten                   | Nr.        | Afbeelding |
| --- | -------- | ------------------------- | ----------------- | ----------------------------- | ---------- | --- |
| Gemaal |          |                           | Dorpsstraat 1     | 51° 50' 11" NB, 4° 33' 33" OL | 0642/WN001 | Upload foto |
| Arbeiderswoningen                                                                                              |          |                           | Dorpsstraat 20-26 | 51° 50' 9" NB, 4° 33' 37" OL  | 0642/WN002 | Arbeiderswoningen                                                                                              |
| Boerderij | 1870     |                           | Dorpsstraat 28    | 51° 50' 9" NB, 4° 33' 38" OL  | 0642/WN003 | Upload foto |
| Gemeentehuis                                                                                                   | 1958-'59 | L. de Jonge en M.L. Dorst | Dorpsstraat 33    | 51° 50' 10" NB, 4° 33' 36" OL | 0642/WN012 | Gemeentehuis                                                                                                   |
| Carillon |          |                           | Dorpsstraat 33    | 51° 50' 10" NB, 4° 33' 36" OL | 0642/WN013 | Upload foto |
| Dijkhuis met schuur en zwingelkeet met neoclassicistische details, heeft boven de deur een gevelsteen uit 1790 | ca. 1850 |                           | Dorpsstraat 55    | 51° 50' 9" NB, 4° 33' 42" OL  | 0642/WN004 | Dijkhuis met schuur en zwingelkeet met neoclassicistische details, heeft boven de deur een gevelsteen uit 1790 |
| Dijkhuis met bedrijfsgedeelte                                                                                  | 1850     |                           | Dorpsstraat 99    | 51° 50' 5" NB, 4° 33' 46" OL  | 0642/WN005 | Dijkhuis met bedrijfsgedeelte                                                                                  |
| Dijkhuis met koetshuis annex paardenstal                                                                       |          |                           | Dorpsstraat 155   | 51° 49' 56" NB, 4° 33' 60" OL | 0642/WN006 | Upload foto |
| Voormalige opslagloods spuitwagen brandweer                                                                    | 1860     |                           | Dorpsstraat 177   | 51° 49' 56" NB, 4° 34' 6" OL  | 0642/WN007 | Voormalige opslagloods spuitwagen brandweer                                                                    |
| Toegangspoort                                                                                                  |          |                           | Develweg 7        | 51° 49' 46" NB, 4° 34' 36" OL | 0642/WN008 | Upload foto |
| Boerderij |          |                           | Develsluis 1      | 51° 49' 47" NB, 4° 34' 28" OL | 0642/WN009 | Boerderij |
| Arbeiderswoning                                                                                                | 1850     |                           | Lindtsedijk 1     | 51° 49' 38" NB, 4° 34' 13" OL | 0642/WN010 | Upload foto |
| Woning | 1928     |                           | Molenweg 12       | 51° 50' 14" NB, 4° 33' 51" OL | 0642/WN011 | Upload foto |